# 王志国 (铁路)
王志国（1955年5月—），辽宁省阜新市人，中华人民共和国铁路高管。

## 生平
1974年8月加入中国共产党，大学学历，经济学硕士。1977年12月到铁路工作，历任阜新分局车站调车员、阜新分局政治部办公室副主任，锦州分局办公室主任、列车段第一副段长、经营管理分处分处长、体改法规分处分处长、普教委党委书记。1996年11月起，任铁道部办公厅助理调研员、运输局综合部副主任、办公厅副主任兼运输局综合部主任、办公厅主任。2006年8月，任铁道部副部长、党组成员（2010年8月起主持铁道部政治部工作）。2013年3月到2016年3月任中国铁路总公司副总经理、党组成员。